# Christian Obi
Christian Obi (ur. 2 stycznia 1967, zm. 23 sierpnia 2024) – nigeryjski piłkarz grający na pozycji bramkarza. W swojej karierze rozegrał 1 mecz w reprezentacji Nigerii.

## Kariera klubowa
W swojej karierze piłkarskiej Obi grał w klubie Julius Berger FC.

## Kariera reprezentacyjna
W reprezentacji Nigerii Obi zadebiutował 22 stycznia 1989 w zremisowanym 2:2 meczu eliminacji do MŚ 1990 z Angolą, rozegranym w Luandzie i był to jego jedyny rozegrany mecz w kadrze narodowej. Wcześniej, w 1988 roku, wziął udział w igrzyskach olimpijskich w Seulu.

## Śmierć
23 sierpnia 2024 w Okigwe, został ciężko ranny w wypadku autokaru należącego do klubu piłkarskiego Heartland FC – w którym pracował jako trener. Zmarł w drodze do szpitala. 